# Межкорейский саммит (2007)
Межкорейский саммит 2007 года (2—4 октября 2007 года) — второй Межкорейский саммит с пересечением военной демаркационной линии в октябре 2007 года.

## Место встречи
Саммит прошел в городе Пхеньян, КНДР.

## Значение саммита
На встрече 2007 года Республикой Кореей и КНДР было начато всестороннее обсуждение вопросов, связанных с военной сферой и режимом прочного мира, чего не удалось достичь ранее. Лидеры двух стран подтвердили волю к миру на Корейском полуострове и денуклеаризации, для достижения чего договорились прилагать совместные усилия. Стороны сошлись во мнении, что совместное процветание народа и мир и процветание в Северо-Восточной Азии возможны только при установлении мира на Корейском полуострове.
То, что президент РК Но Му Хён пешком пересек военную демаркационную линию впервые после разделения страны, также имеет важное историческое значение. Это свидетельствует о желании преодолеть полувековой барьер разделения и конфронтации Юга и Севера и добиться мира и процветания.

## Декларация

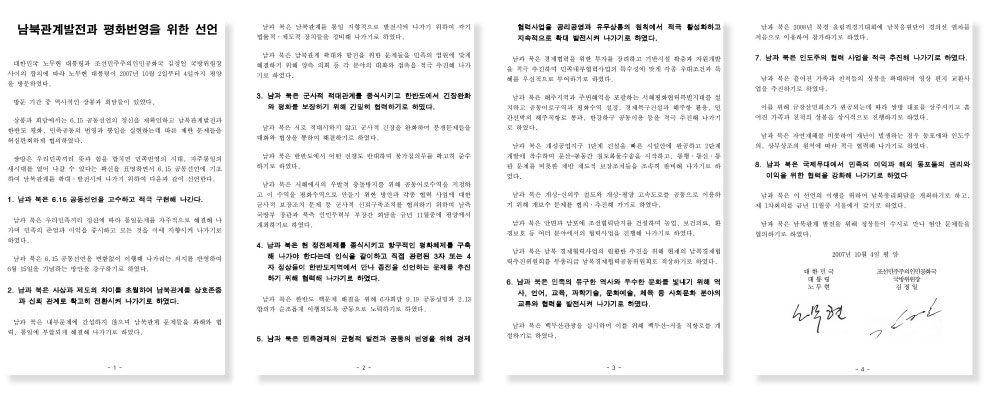
Декларация подписанная КНДР и Республикой Корея в 2007 году по результату Межкорейского саммита.

На встрече на высшем уровне лидеры Юга и Севера сошлись во мнении о необходимости положить конец нестабильному состоянию перемирия и перейти к режиму прочного мира, а также договорились сотрудничать в вопросах, касающихся объявления Корейской войны оконченной, путем проведения трех- или четырехсторонних переговоров с участием глав непосредственно заинтересованных стран на территории Корейского полуострова. Кроме того, была достигнута договоренность о проведении совместных проектов в политической, военной, экономической, социально-культурной и др. сферах. Лидеры Юга и Севера приняли Декларацию во имя развития межкорейских отношений, мира и процветания (Декларацию от 4 октября), содержащую данные договоренности.
1. Мир на Корейском полуострове:
- Проведение трех- или четырехсторонних переговоров с целью окончания Корейской войны;
- Реализация Совместного заявления от 19 сентября по северокорейской ядерной проблеме и Соглашения от 13 февраля;
- Определение зоны совместного рыболовства и мирной акватории в Желтом море;
- Проведение встречи на уровне министров обороны Юга и Севера.

2. Совместное процветание Юга и Севера:
- Создание «Особой зоны мира и сотрудничества в Желтом море»;
- Совместное использование устья реки Ханган;
- Строительство совместного судостроительного комплекса в городах Анбён и Нампхо;
- Разрешение 3-х вопросов Кэсонского индустриального комплекса, таких как движение поездов, связь и таможенный контроль;
- Договоренность о грузовых перевозках по железной дороге на участке Мунсан-Донбон линии Кёнисон.

3. Примирение и объединение:
- Проведение обсуждений между лидерами Юга и Севера на постоянной основе;
- Проведение 1-й встречи на уровне премьер-министров Юга и Севера;
- Активизация обмена видеописьмами разделенных семей и регулярных встреч;
- Организация туристического маршрута к горе Пэктусан и прямого воздушного сообщения между Сеулом и Пэктусаном;
- Прибытие совместной группы болельщиков Юга и Севера на Олимпийские игры в Пекине по железнодорожной линии Кёнисон.